# Население Лахора
В данной статье приводится информация, имеющая то или иное отношение к населению Лахора.

## Численность населения
Согласно переписи, проводившейся в 1998 году, численность населения города составляла 6 318 745 человек. По оценке правительственных органов к лету 2006 года численность населения увеличилась до 10 млн человек, в результате чего Лахор занял второе место по численности населения в стране после Карачи. Входит в число 30 крупнейших городов мира.

## Языки
Основная часть населения разговаривает на языке панджаби, являющемся средством коммуникации не только для городского населения, но и для сельского, проживающего в районе Лахора. Панджаби не имеет статус официального языка, и многие активисты, для которых он является родным, выступают за присвоение ему данного статуса. Также в среде интеллигенции и молодёжи с каждым годом отдаётся всё бо́льшее предпочтение английскому, имеющему статус официального, на которым, к тому же, ведётся предпринимательская деятельность. Огромное количество населения являются носителями диалекта майджа языка панджаби. Согласно переписи 1998 года 86, 2 %, или 6 896 000 человек, относят себя к панджабцам, 10, 2 %, или 816 000 человек, к носителям языка урду, 0,4 %, или 32,000 человек, к Сераикам.